# Jeremiah Horrocks

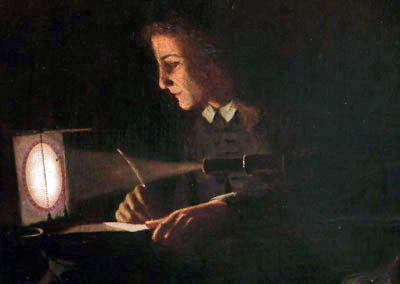
Jeremia Horrocks bei der Beobachtung des Venustransits (Fantasiedarstellung von William Richard Lavender, 1903)

Jeremiah Horrocks (* 1618 in Toxteth Park, bei Liverpool, Lancashire; † 3. Januar 1641) war ein englischer Astronom.

## Leben und Wirken
Horrocks wurde in der ersten Hälfte des Jahres 1618 in Toxteth Park geboren. Sein Vater war ein Kleinbauer. Er entstammte einer puritanischen Familie und studierte ab 1632 am Emmanuel College in Cambridge, das er 1635 aus unbekannten Gründen ohne Abschluss verließ, um sich in Much Hoole (Lancashire) niederzulassen, wahrscheinlich als Hauslehrer.
In Cambridge lernte er die Arbeit von Johannes Kepler, Tycho Brahe, Philip Lansberg und anderen Astronomen kennen. Er untersuchte die Mondbahn mit Hilfe der keplerschen Gesetze, studierte die Gezeiten und entdeckte die gegenseitigen Bahnstörungen von Jupiter und Saturn.
Auf der Grundlage der Lansberg’schen Tafeln und jahrelanger eigener Beobachtungen der Venus sagte Horrocks einen Venustransit für Ende 1639 voraus. Kepler hatte die Merkur- und Venustransits des Jahres 1631 vorausberechnet, doch reichten seine Rechnungen nur bis 1636. Der Merkurtransit am 7. November 1631 wurde von Pierre Gassendi in Digne beobachtet, der Venustransit am 6. Dezember 1631 war von Europa aus nicht zu sehen.
Horrocks fokussierte das Bild der Sonne durch ein Teleskop auf ein Stück Karton und beobachtete so das Ereignis. Er berechnete den Transit für seinen Beobachtungsort Much Hoole für ungefähr 15 Uhr am 24. Novemberjul. / 4. Dezember 1639greg.. Seine erste Sicht der Venus vor der Sonne gelang um 15:15 Uhr.
Diese erste gesicherte Beobachtung eines Venustransits erlaubte die Bahnparameter der Venus genauer zu bestimmen. Überdies konnte er eine gute Schätzung des Venusdurchmessers erzielen. Die daraus abgeleitete Entfernung Erde-Sonne mit 95 Millionen Kilometern ist zwar im Verhältnis zum heute bekannten Wert von 150 Millionen Kilometern zu gering, doch war sie eine wesentliche Verbesserung gegenüber dem um den Faktor 20 zu niedrigen Wert aus der Antike, der bis dahin verwandt wurde.
Da seine Berechnungen erst kurz vor dem Ereignis abgeschlossen waren, konnte er außer seinem Freund William Crabtree keine weiteren Astronomen benachrichtigen, sodass der Transit nur von zwei Personen beobachtet wurde. Horrocks’ Ergebnisse wurden erst 20 Jahre nach seinem Tod veröffentlicht, aber aus Konkurrenzgründen teilweise verfälscht. Er starb am 3. Januar 1641 an einer plötzlichen Erkrankung und wurde in der alten Kapelle von Toxteth oder in deren Kirchhof begraben.

## Ehrungen
Der Mondkrater Horrocks und der Asteroid (3078) Horrocks sind nach ihm benannt. Gleiches gilt für den Horrocks Block, ein Kliff auf der Alexander-I.-Insel in der Antarktis.

## Schriften
- Venus in sole visa. In: Johannes Hevelius: Mercurius in sole visus. Simon Reiniger, Danzig 1662, S. 111–145 (Digitalisat).
  - Transit of Venus across the sun. In: Arundell Blount Whatton: Memoir of the life and labors of the Rev. Jeremiah Horrox. Wertheim, Macintosh, and Hunt, London 1859, S. 109–216 (Digitalisat).
- Jeremiae Horroccii […] Opera posthuma […] Astronomia Kepleriana, defensa & promota. Excerpta ex epistolis ad Crabtraeum suum. Observationum coelestium catalogus. Lunae theoria nova […]. Godeid, London 1673 (Digitalisat) – herausgegeben von John Wallis.
  - Erweiterte Auflage, Moses Pitt, London 1678 (Digitalisat).